# ウエリ・マウラー
ウエリ・マウラー（独: Ueli Maurer、1950年12月1日 - ）は、スイスの政治家。連邦参事会参事。防衛・国民保護・スポーツ相を経て、2016年1月1日から財務相を務めている。
右派のスイス国民党の指導者として、2008年12月10日の連邦議会でサミュエル・シュミットの後任の参事に選任され、2009年1月1日に着任した。
2012年に連邦副大統領を、2013年に連邦大統領をそれぞれ務め、2015年12月8日の連邦議会で参事に再任された。2018年度に2回目の連邦副大統領、2019年度に2回目の連邦大統領を務めている。

## 経歴
チューリッヒ高地の貧農の子として生まれ育った。1978年から1986年まで、ヒンヴィル市議会議員。1983年にチューリッヒ州議会議員に当選し、1991年には議長を務めた。同年の総選挙で国民議会議員に当選した。

### 国民党代表
1996年、クリストフ・ブロハーの意向で、マウラーはスイス国民党の代表に選出された。当初のマウラーは党代表としてまともに相手にされず、テレビ・コメディアンのヴィクトール・ジャコッボはマウラーをブロハーの卑屈なおべっか使いと茶化した。そのため子どもたちは学校でからかわれ、泣きながら帰宅することもあった。しかし、マウラーが代表であった間、国民党の党員数は倍増し、フランス語地域に党組織が確立された。こうした成功は、主としてマウラーの指導力の賜物とされた。カリスマ性に欠けたマウラーは、それを激務や党規の厳格な実施、欧州統合や外国人、ポリティカル・コレクトネスへの反対といったポピュリスト的な政策、それに見出しを独占するような短いコメント（「黒人について話すあいだは、しじゅう撮られている」など）によって補った。
国民党代表就任後、マウラーは党の攻撃的でよい結果を収めたポピュリスト的な運動を主導した。それは左派や外国人、その他好ましくない人物を攻撃する諷刺的なポスターの掲示を認めるなど、スイスの政治的主流派の怒りを招き、外国の評論家の懸念を引き起こすものであった。スイスの政治上の不文律を犯すことになるにもかかわらず、マウラーは他の政治家に対する直接的な個人攻撃をはばかることはなかった。例えば自由民主党員は「いくじなし」、社会民主党に投票した者は「きちがい」、国民党を割ったサミュエル・シュミットとエフェリーネ・ヴィドマー＝シュルンプフは切除を要する「盲腸」と呼んだ。それにもかかわらず、世間におけるマウラーのイメージは、国会議員のあいだでのマウラーのイメージとは異なったものであった。国民議会におけるマウラーの地位は上昇し、政敵でさえ彼の個人的な清廉さ、合議を重んじる姿勢、政治課題に対するしっかりとした理解にお墨付きを与えた。社会民主党の女性代議士と良好な仕事上の関係を築いていることは、とりわけ政治評論家たちを当惑させた。
マウラーと国民党の形勢は上向いたが、マウラーと長年の師であるブロハーとの関係はゆっくりと冷え込んでいった。公には依然強力な盟友関係にあった両者だが、かつて国民党のだれもが認める指導者としてワンマン的な指導力をふるったブロハーは、自らの戦略的アプローチのいくつかにマウラーが疑問を呈するのを認めなかった。そしてマウラーと党事務局の代わりに、自らの側近を介して権力を行使するようになった。2007年10月の総選挙で、国民党は史上最大の大勝を果たしたが、マウラーは党代表を辞任した。そしてマウラーの意に反して、その後任にはブロハーの腹心のひとりであるトニー・ブルンナーがあてられ、2008年3月1日に就任した。全州議会選挙の決選投票でもフェレナ・ディーナーに敗れたマウラーは、国民党チューリッヒ支部長の役職に甘んじた。
この間、1994年から2008年までチューリッヒ農業協同組合の組合長を、また連邦参事会参事に選出されるまで、スイス青果農業協同組合と農機組合の組合長を務めた。

### 連邦参事会
2008年11月27日、国民党の国会議員団は全会一致で、マウラーとブロハーの両名をシュミットの後任の連邦参事会参事に推薦した。このうちブロハーは、2007年に連邦議会議員の職を失っており、他党が彼を承認する見込みはなかった。『ノイエ・チュルヒャー・ツァイトゥング』ほかスイスのメディアは、推薦前からマウラーを参事の明確な最有力候補と呼んだ。12月10日、マウラーは第3回投票で122票を獲得し、1票差で参事に選出された。
2012年にはエフェリーネ・ヴィドマー＝シュルンプフ連邦大統領のもとで連邦副大統領に就任し、同年12月5日には翌年の連邦大統領に選任された。
2015年12月8日、マウラーは連邦参事会参事に再選され、12月11日に財務相に就任した。1期目に務めていた防衛・国民保護・スポーツ相には、新任のギー・パルムラン（国民党）が就任した。2022年をもって連邦参事会参事から退任した。後任はアルベルト・レスティ国民議会議員。
- 連邦参事会のメンバー7人と連邦事務総長（2012年）。左からヨハン・シュナイダー＝アマン、シモネッタ・ソマルーガ、ディディエ・ビュルカルテ、エフェリーネ・ヴィドマー＝シュルンプフ、マウラー、アラン・ベルセ、ドリス・ロイトハルト、コリーナ・カサノヴァ連邦事務総長。
- 連邦参事会のメンバー7人と連邦事務総長（2019年12月10日）。左からヴァルター・トゥルンヘア連邦事務総長、ヴィオラ・アムヘルト、ギー・パルムラン、アラン・ベルセ、シモネッタ・ソマルーガ、イニャツィオ・カシス、マウラー、カリン・ケラー・ズッター。
- スペインのペドロ・サンチェス首相と（2019年1月24日）

## 人物
チューリッヒ州ヒンヴィル在住。既婚で、6人の子どもがいる。自動車大隊を指揮するスイス陸軍の少佐でもある。